# Mohammed Rabia Al-Noobi
Mohammed Rabia Al-Noobi (ar. محمد ربيع; ur. 10 maja 1981) – omański piłkarz występujący na pozycji obrońcy w klubie Al-Sadd.

## Kariera
Al-Noobi jest wychowankiem Dhofar Salala. W 2004 roku przeniósł się do saudyjskiego Al-Wehda. W latach 2005–2010 grał w Al-Sadd. W 2010 trafił do Al-Ahli, a w 2011 wrócił do Dhofar Salala, w którym zakończył w 2015 roku karierę. W 1998 roku zadebiutował w reprezentacji Omanu. Uczestnik Pucharu Azji 2007.